# Corvetto (Mailand)

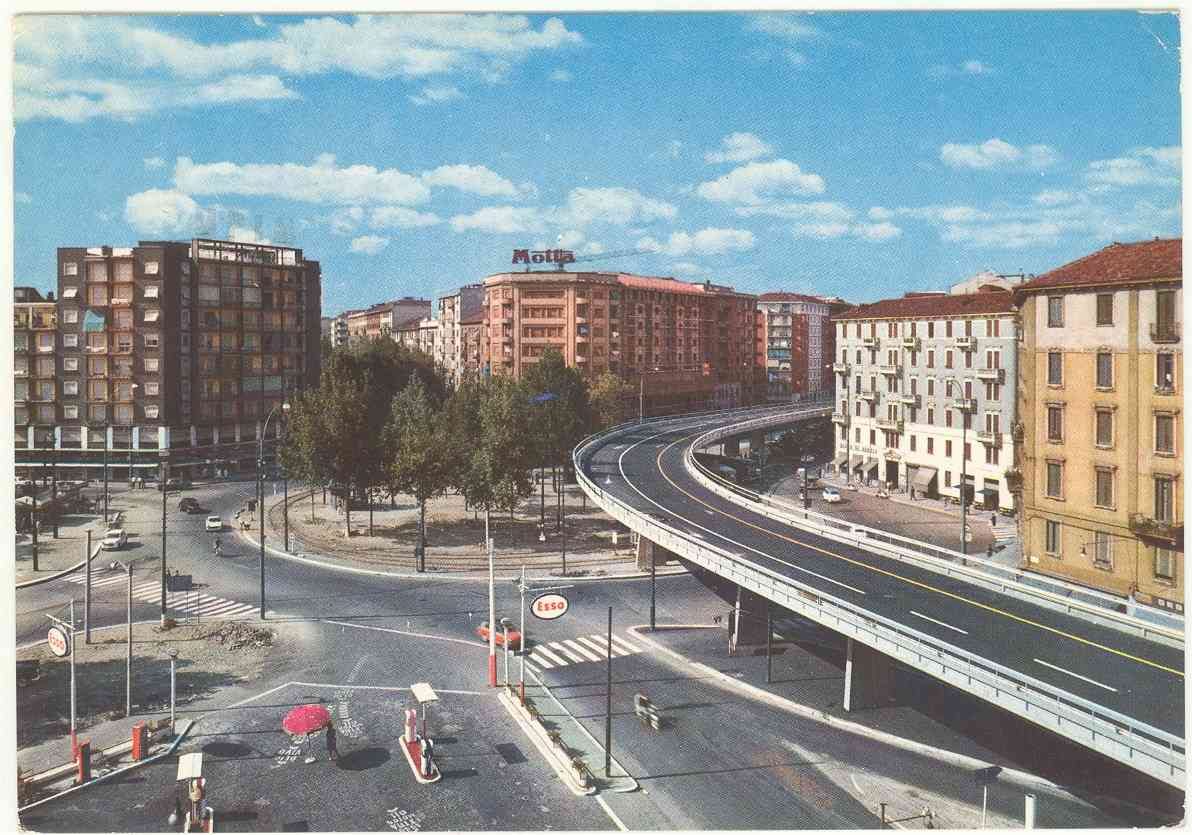
Piazzale Luigi Emanuele Corvetto in Mailand, 1964

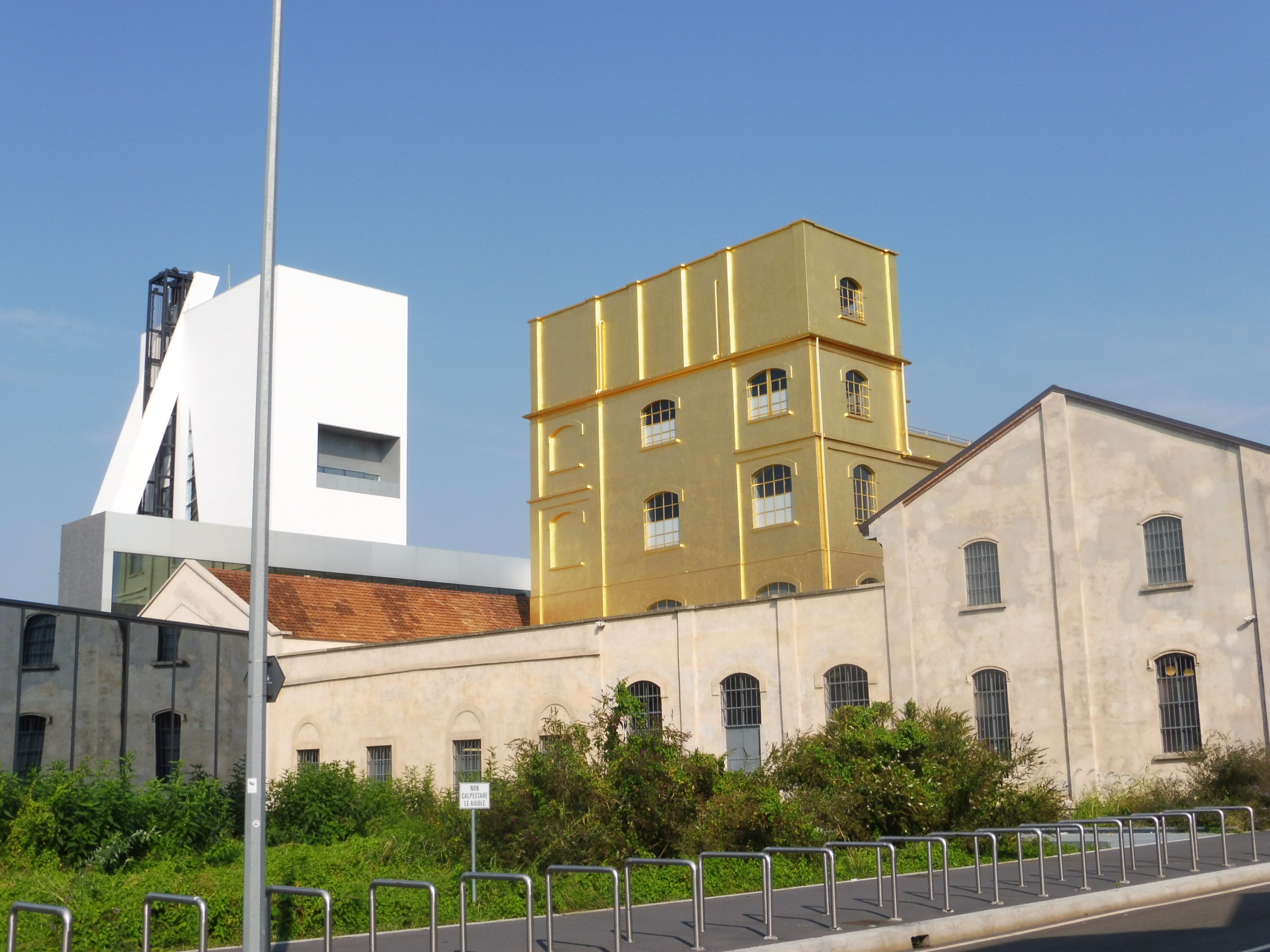
Fondazione Prada am Largo Isarco mit dem vergoldeten Ausstellungsgebäude und dem Turm von Rem Koolhaas, 2019

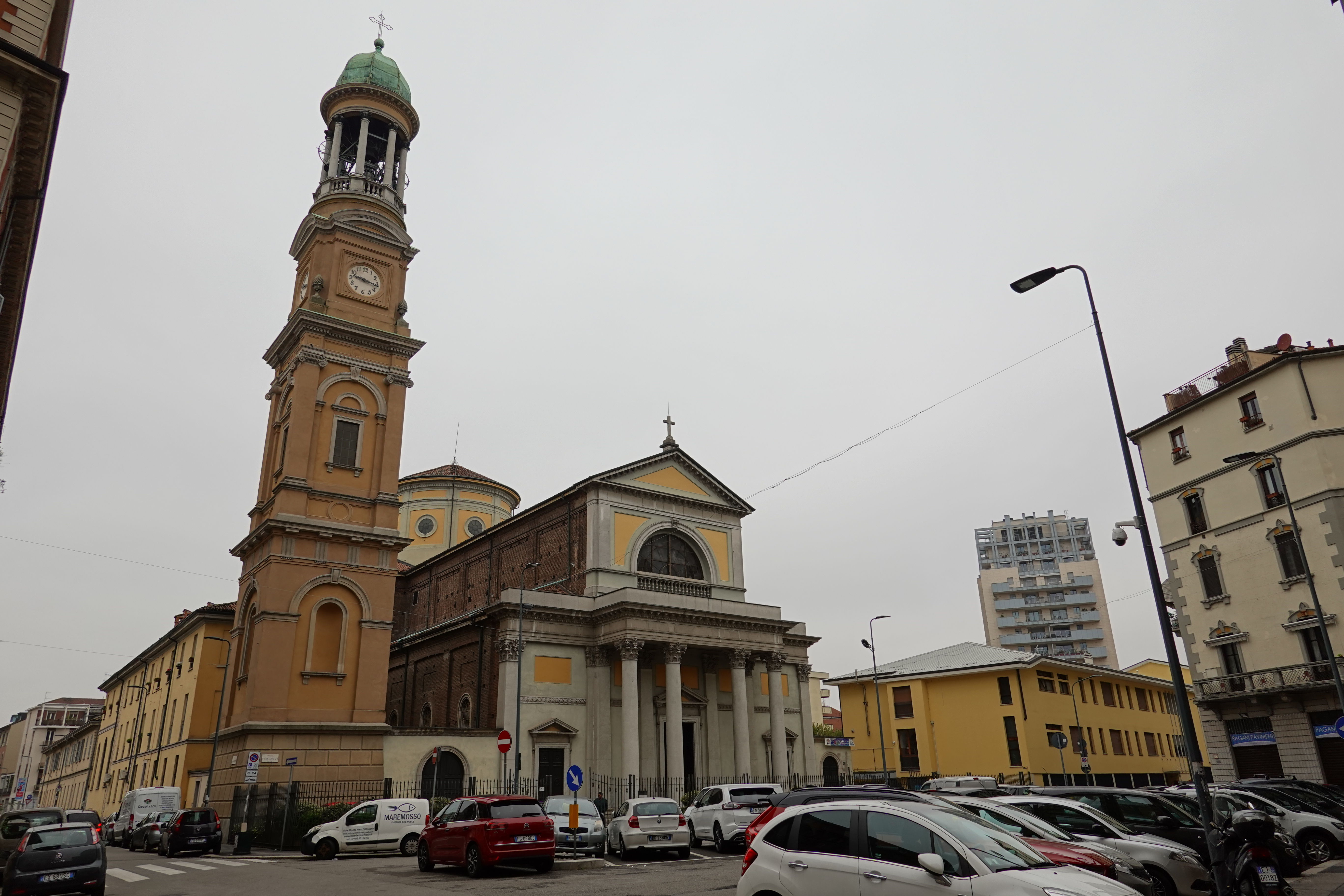
Chiesa San Luigi Gonzaga

Corvetto ist ein Stadtteil im 4. Stadtbezirk im Südosten Mailands.
Der Stadtteil ist benannt nach dem Juristen und Politiker Luigi Emanuele Corvetto (1756–1821). Corvetto ist das Viertel der zeitgenössischen Kunst in Mailand.
Corvetto ist durch die Linie 3 mit der Metropolitana di Milano vernetzt. Ab dem Piazzale Corvetto ist der Stadtteil über einen Zubringer bis San Donato Milanese an die A1 angebunden, die in großen Zügen der römischen Via Aemilia folgt. Der Stadtteil liegt rund 8 km entfernt vom Flughafen Linate.
Das ganze Viertel hat, auch aufgrund seiner Nähe zur Fondazione Prada, die Eröffnung zahlreicher Kunstgalerien und Ateliers von Avantgarde-Künstlern erlebt. Das Viertel ist heute auch als „Corvetto Art District“ bekannt und es finden verschiedene Veranstaltungen zur Kunst der Gegenwart statt. Zahlreiche Gebäude sind im Bezirk im Bau, darunter der Palazzo Pinifarina.

## Sehenswürdigkeiten
Fondazione Prada – Museum und Ausstellungszentrum am Largo Isarco auf einem ehemaligen Industriegelände. Der Komplex besteht aus historischen Industriegebäuden, darunter der vollständig vergoldete zentrale Ausstellungsturm, sowie Neubauten, geplant und errichtet von Rem Koolhaas (OMA), Design des Cafés Wes Anderson.
Chiesa Luigi Gonzaga an der Via Don Bosco, benannt nach Luigi Gonzaga, Bischof von Mailand, der im Alter von 23 Jahren an der Pest starb. Die Kirche wurde im Stil des Neuklassizismus erbaut und 1897 eingeweiht.